# Urban Laffer

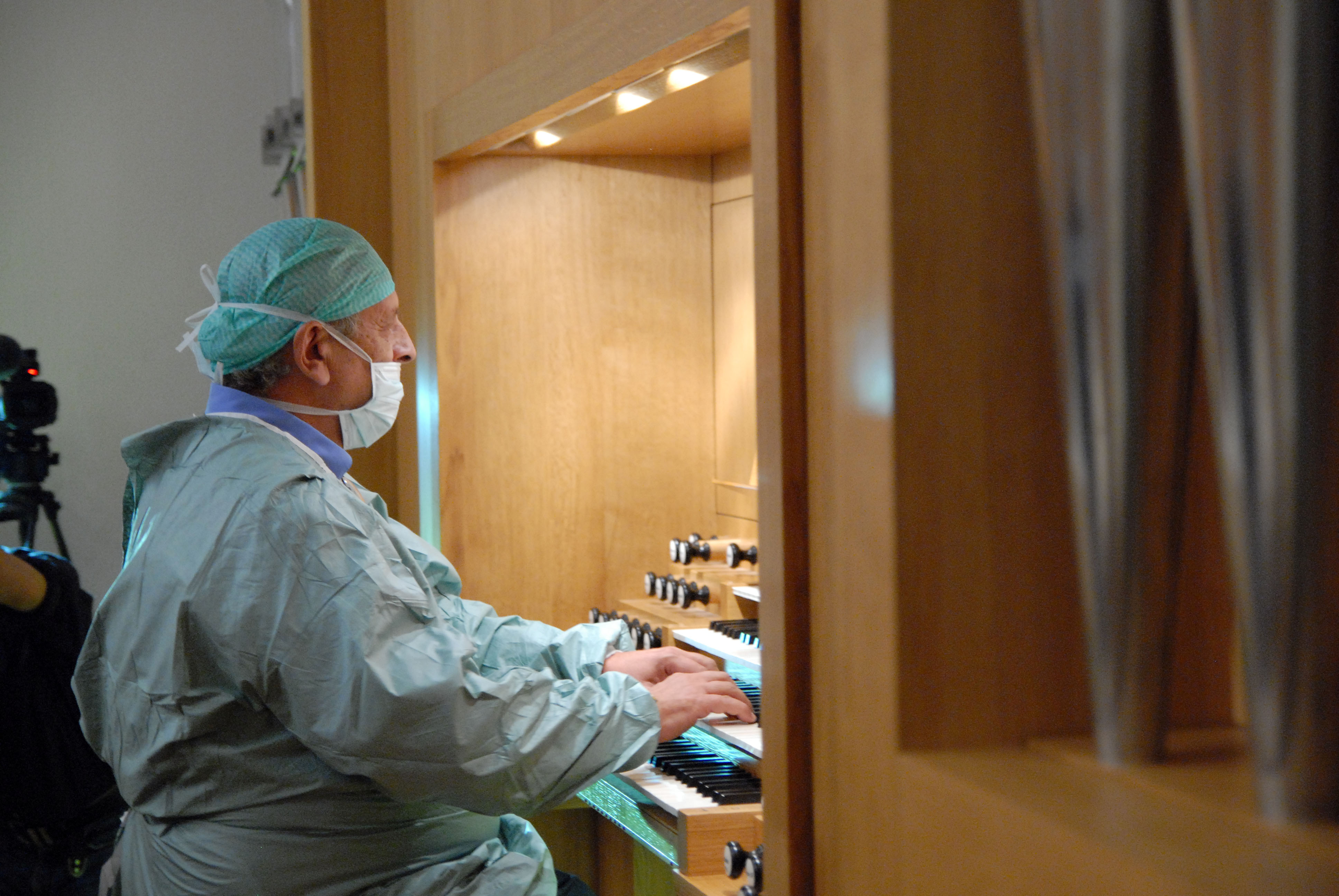
Laffer an seinem 60. Geburtstag

Urban Laffer (* 22. April 1946 in Bärschwil, Kanton Solothurn) ist ein Schweizer Chirurg und Organist.

## Leben
Urban Laffer besuchte das Gymnasium an der Stiftsschule Einsiedeln. 1967 nahm er das Studium der Medizin an der Universität Basel auf. Nach dem medizinischen Staatsexamen (1974) begann Laffer die chirurgische Ausbildung 1975 bei Martin Allgöwer an der chirurgischen Klinik im Universitätsspital Basel. 1977/78 war er an der University of Chicago tätig. Er setzte sie im Spital Davos fort und war 1979/80 auch Clubarzt des HC Davos. Die letzte Ausbildungsetappe durchlief er am Universitätsspital Basel. 1983 wurde er in Basel zum Dr. med. promoviert. Im selben Jahr wurde er Oberarzt, dann leitender Oberarzt in der Basler Chirurgie. Nach seiner Habilitation 1993 wurde er zum Privatdozenten der Universität Basel ernannt.
1995 wurde er zum Chefarzt der Chirurgischen Klinik im Spitalzentrum Biel gewählt. Neben der Chefarzttätigkeit war er seit 1996 auch nebenamtlicher Ärztlicher Direktor und Mitglied der Geschäftsleitung. Die Universität Bern ernannte ihn 1998 zum Professor für Chirurgie. 2001/02 war er Präsident der Schweizerischen Gesellschaft für Allgemeinchirurgie. 2002–2004 präsidierte er die Schweizerische Gesellschaft für Chirurgie. Er gründete die Foederatio Medicorum Chirurgicorum Helvetica, den Zusammenschluss chirurgischer Fachgesellschaften in der Schweiz. 2004–2012 war er ihr Präsident. Seit 2004 ist er Präsident des Verbandes chirurgisch und invasiv tätiger Ärztinnen und Ärzte der Schweiz. Er beteiligte sich am Aufbau des Radio-Onkologischen Zentrums Biel-Seeland-Berner Jura. 2013 übernahm er die hauptamtliche ärztliche Direktion des Spitalzentrums Biel, die er 2015 mit seiner Pensionierung abgab. Er war über viele Jahre Auslandsvertreter im Präsidium der Deutschen Gesellschaft für Chirurgie.
Neben der Medizin spielt die Musik eine wichtige Rolle in Laffers Leben. Schon im Studium amtierte er als Organist und Dirigent des Kirchenchors in Bärschwil. Der Chor ernannte ihn 1986 zum Ehrendirigenten. Er ist verheiratet und Vater von drei erwachsenen Töchtern.

## Ehrungen
- Dora-Seif-Preis für die Forschungen zum Brustkrebs und zum Kolorektalen Karzinom (1993)
- Ehrenmitglied
  - Schweizerische Gesellschaft für Allgemeinchirurgie
  - Schweizerische Gesellschaft für Chirurgie
  - Foederatio Medicorum Chirurgicorum Helvetica